# 20000 lieues sous les mers (film)
Vingt mille lieues sous les mers is een Franse stomme film uit 1907, gebaseerd op het gelijknamige boek van Jules Verne. Daarmee was het de eerste verfilming van dit boek. De film werd geregisseerd door Georges Méliès.